# حزب المعركة
حزب المعركة (بالفارسية: حزب پیکار) كان منظمة قومية صغيرة في إيران خلال الأربعينيات. واستنكر الحزب حكم رضا شاه وأدان وجود الحلفاء على الأراضي الإيرانية. 
وفقًا للورانس بول إيلويل ساتون، كان الحزب يتألف من مثقفين، وفي وقت ما كان يتعاطف مع شخصيات مثل حسين علاء وعيسى صديق.
وقد أظهرت صحيفة الحزب «ميولاً لصالح ألمانيا النازية»،  بينما كان الحزب "يميل نحو فرنسا، وضد الاتحاد السوفياتي". 